# Паскуа (индейская резервация)
Паскуа (англ. Pascua Pueblo Yaqui Reservation) — индейская резервация, расположенная на Юго-Западе США в южно-центральной части штата Аризона. Единственная резервация народа яки в Соединённых Штатах.

## История
До появления европейцев яки населяли долину реки Яки на северо-западе современной Мексики. Они занимались собирательством, охотились на дичь и выращивали кукурузу, бобы и тыкву. С началом колонизации континента яки вели ожесточенные войны сначала против властей Новой Испании, а затем против правительства независимой Мексики, которые продолжались вплоть до 1929 года. Начиная с 1884 года, из-за продолжающегося конфликта с мексиканскими властями, яки стали переселяться на территорию США.
В 1964 году конгрессмен Моррис Юдалл внёс в Конгресс США законопроект о передаче племени участка, площадью 0,82 км², находящегося к юго-западу от Тусона. Законопроект был одобрен в августе 1964 года. В том же году была создана ассоциация паскуа-яки, некоммерческая организация штата Аризона, для получения права собственности на землю от федерального правительства США.  18 сентября 1978 года племя паскуа-яки получило федеральное признание, а в 1988 году была утверждена первая конституция племени.

## География
Резервация расположена в восточной части округа Пима, к юго-западу от столицы округа города Тусон, граничит с индейской резервацией Сан-Ксавьер. Общая площадь Паскуа, включая трастовые земли (5,442 км²), составляет 9,063 км². Административным центром резервации является город Тусон.

## Демография
| Год переписи                    | Нас. |  | %±    |
| ------------------------------- | ---- |  | ----- |
| 2000                            | 3315 |  | —     |
| 2010                            | 3484 |  | 5,1%  |
| 2020                            | 3466 |  | −0,5% |
| 2000–2020 U.S. Decennial Census |      |  |       |

По данным федеральной переписи населения 2000 года в резервации проживал 3 315 человек, из них, более 90 % были индейцами.
Согласно федеральной переписи населения 2020 года в резервации проживало 3 466 человек, насчитывалось 906 домашних хозяйств и 892 жилых дома. Средний доход на одно домашнее хозяйство в индейской резервации составлял 37 667 долларов США. Около 30,7 % всего населения находились за чертой бедности, в том числе 44,9 % тех, кому ещё не исполнилось 18 лет, и 25,9 % старше 65 лет.
Расовый состав распределился следующим образом: белые — 84 чел., афроамериканцы — 8 чел., коренные американцы (индейцы США) — 2 924 чел., азиаты — 0 чел., океанийцы — 2 чел., представители других рас — 166 чел., представители двух или более рас — 282 человека; испаноязычные или латиноамериканцы любой расы составили 849 человек. Плотность населения составляла 380,35 чел./км².

## Комментарии
1. ↑  В состав резервации входит часть населённого пункта.